# Sangatte
Sangatte è un comune francese di 4 759 abitanti situato nel dipartimento del Passo di Calais nella regione dell'Alta Francia.
È relativamente conosciuto all'estero perché è vicino all'ingresso francese all'Eurotunnel, il tunnel sottomarino che collega la Francia al Regno Unito, e anche poiché ospitava anche un centro di soggiorno temporaneo per immigrati clandestini, chiuso nel 2002.

## Società

### Evoluzione demografica
Abitanti censiti